# Olof T. Johansson
Olof Torvind Johansson, även kallad Olof T. Johansson, född 29 april 1955 i Ovikens församling, Jämtlands län, är en samisk politiker.

## Biografi
Olof Johansson föddes 1955 i Ovikens församling. Han blev 1993 ledamot av Sametinget för Min Geaidnu. Johansson var under 2005–2009 andra vice ordförande i Sametingets presidium. Han blev 2006 ledamot i Miljöpartiets partistyrelse.